# Obiect transneptunian extrem

Orbitele a trei obiecte transneptuniene extreme, et și a unui obiect transneptunian potențial extrem ale căror perturbări și cele ale orbitelor celor doi sednoizi 90377 Sedna și sugerează existența unei planete transplutoniene, A noua planetă.

Un obiect transneptunian extrem (abreviat OTNE; în engleză extreme trans-Neptunian object, ETNO) sau sednito este un obiect transneptunian al cărui periheliu este superior a treizeci de unități astronomice (q > 30 ua), iar semiaxa majoră este mai mare de o sută cincizeci de unități astronomice (a > 150 ua).

## Lista obiectelor transneptuniene extreme
La 23 ianuarie 2016, douăsprezece obiecte transneptuniene extreme erau cunoscute, în afară de cele două sednoide, 90377 Sedna (2003 VB12) și 2012 VP113:
| Denumirea           | a (ua) | e      | i (°) | Ω (°)  | ω (°)  | q (ua) | Q (ua) | P (a)    |
| ------------------- | ------ | ------ | ----- | ------ | ------ | ------ | ------ | -------- |
| 2010 GB174          | 371,1  | 0,8687 | 21,54 | 130,61 | 347,81 | 48,724 | 693,51 | 7,15×103 |
| 2004 VN112          | 321    | 0,8526 | 25,56 | 66,01  | 327,17 | 47,329 | 594,71 | 5,75×103 |
| (148209) 2000 CR105 | 228    | 0,8057 | 22,72 | 128,25 | 317,22 | 44,286 | 411,62 | 3,44×103 |
| 2013 GP136          | 152,5  | 0,7304 | 33,49 | 210,71 | 42,13  | 41,120 | 263,87 | 1,88×103 |
| 2005 RH52           | 151,1  | 0,7420 | 20,46 | 306,17 | 32,39  | 38,987 | 263,29 | 1,86×103 |
| 2003 HB57           | 164,6  | 0,7686 | 15,48 | 197,83 | 10,78  | 38,094 | 291,14 | 2,11×103 |
| 2007 TG422          | 492,7  | 0,9278 | 18,59 | 112,95 | 285,80 | 35,579 | 949,88 | 1,09×104 |
| 2002 GB32           | 215,8  | 0,8362 | 14,17 | 176,98 | 36,99  | 35,341 | 396,18 | 3,17×103 |
| 2007 VJ305          | 188,3  | 0,8132 | 12,00 | 24,38  | 338,36 | 35,187 | 341,49 | 2,58×103 |
| (445473) 2010 VZ98  | 152,8  | 0,7754 | 4,51  | 117,45 | 313,90 | 34,319 | 271,30 | 1,89×103 |
| (82158) 2001 FP185  | 226,3  | 0,8487 | 30,76 | 179,30 | 6,98   | 34,253 | 418,44 | 3,41×103 |
| 2015 SO20           | 162,7  | 0,7962 | 23,44 | 33,62  | 354,97 | 33,164 | 292,24 | 2,08×103 |

La 23 ianuarie 2016, alte două obiecte transneptuniene descoperite sunt potențial extreme, însă arcul lor de observație nu permite confirmarea:
| Denumirea  | a (ua) | e      | i (°) | Ω (°)  | ω (°)  | q (ua) | Q (ua) | P (a)    |
| ---------- | ------ | ------ | ----- | ------ | ------ | ------ | ------ | -------- |
| 2013 RF98  | 309,1  | 0,8826 | 29,61 | 67,52  | 316,50 | 36,285 | 581,86 | 5,43×103 |
| 2003 SS422 | 193,8  | 0,7966 | 16,81 | 151,11 | 209,88 | 39,423 | 348,24 | 2,7×103  |